# Radegost
Radegost, Radegast, Radagast, Riedgast je bil zahodnoslovansko božanstvo med Obodriti, povezano z živinorejskim izročilom.

## Etimologija
Ime verjetno izhaja iz besed *radu (»vesel, zadovoljen«) in *gost (»gôst«).

## Osnovne značilnosti
Njegov hram je stal v Retri, povezan pa je bil z vojno, čeprav je bil sprva verjetno osredotočen zgolj na živinorejsko obredje. Radegost je imel kot kaže tudi drugo ime- Svarožič. Po Bathonovi kroniki iz 15. stoletja je Radegost prikazan tako, da v levi roki drži helebardo, z desno roko pred seboj drži ščit s podobo bika, na glavi pa je nameščena ptica, ki morda pomeni glasnika.  Njegovi svečeniki so o vsakovrstnih stvareh prerokovali z brskanjem po zemlji in pa s konjem, ki so ga prekrili s travo.

## Vzporednice
Radegost ima neke širše vzporednice tudi širše na zahodnoslovanskem področju in morda celo na južnoslovanskem področju. Na Moravskem namreč stoji hrib Radhost, kjer naj bi prve dni po poletnem solsticiju praznovali praznik tega boga. V Galiciji stoji naselje Radgošč. Radegost je bilo tudi ime med Slovani v vzhodnih Alpah. Navsezadnje pa so v južnoslovanskih krajih ponekod polažarja ali pa božičnega vola imenovali Radovan. Češko delo Mater Verborum Radegosta primerja z rimskim Merkurjem.

## Astronomsko ozadje
Niederle in Petazzoni sta imela Radegasta za sončno božanstvo, nekateri pa v njem vidijo lunarno božanstvo.